# Zainab Hawa Bangura

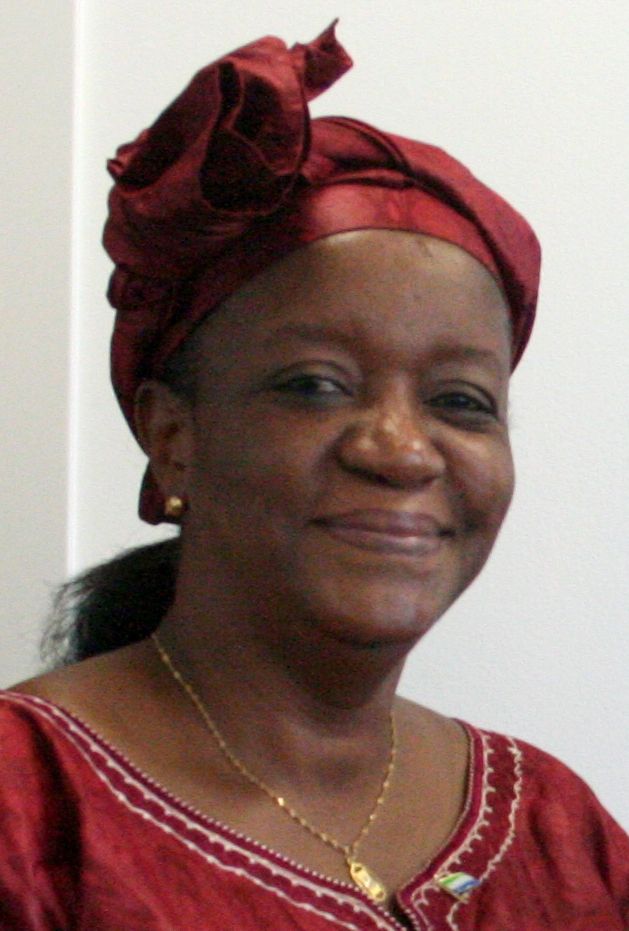
Zainab Bangura (2010)

Zainab Hawa Bangura, geborene Zainab Hawa Sesay (* 18. Dezember 1959 in Yonibana, Distrikt Tonkolili, Northern Province) ist eine sierra-leonische Politikerin. Sie war Außen- und Gesundheitsministerin ihres Landes. Seit 2020 ist sie Generaldirektorin des UN-Büros (UNON) in Nairobi.

## Studium und Beginn der politischen Betätigung
Zainab Bangura stammte aus einer einfachen ländlichen Familie aus der Ethnie der Temne und konnte aufgrund einer Förderung nach der Grundschule von 1971 bis 1976 die Mathora Girls Secondary School besuchen und später die Annie Walsh Memorial Girls Secondary School (AWMS) in Freetown, die sie 1979 beendete. Nach dem Abschluss des Fourah Bay College (FBC) studierte sie in Großbritannien an der Nottingham University Business School sowie der City University London, wo sie Diplome im Versicherungswesen erwarb. Nach ihrer Rückkehr war sie zunächst als Versicherungsmaklerin bei der National Insurance Company tätig, ehe sie später zur Reliance Insurance Trust Corporation (RITCORP) wechselte, in der sie schließlich zur Vizepräsidentin aufstieg. Während ihrer Tätigkeiten in der Versicherungsbranche lernte sie auch Ernest Koroma kennen, der zeitweilig Präsident der RITCORP war.
In der Regierungszeit des National Provisional Ruling Council (NPRC) unter Hauptmann Valentine Strasser begann sie als Sozialaktivistin in der Gruppe von Marktfrauen ihre politische Laufbahn. 1994 gründete sie mit Woman Organized for a Morally Enlighted Nation (W.O.M.E.N.) die erste Gruppierung für Frauenrechte des Landes außerhalb von Bürgerkriegs- und Partisanengruppen. Ein Jahr darauf gehört sie zu den Mitgründern der Kampagne für eine Gute Regierung (CGG) und benutzte diese als ihre Wahlkampfplattform für die für 1996 angekündigten nationalen Wahlen, die schließlich zum Machtverlust des NPRC und der Wiederherstellung einer demokratischen Regierung führten. Bei den Wahlen 1996 handelte es sich um die ersten demokratischen Wahlen seit 1971.
Während des noch bis 2002 andauernden Bürgerkrieges in Sierra Leone verurteilte sie mehrfach die Gewalttaten der Revolutionary United Front (RUF) unter Foday Sankoh gegenüber der Zivilbevölkerung und war deswegen einige Male Opfer von Attentaten dieser Gruppe. Außerdem sprach sie mehrmals gegen die Korruption innerhalb der Zivilregierung unter Präsident Ahmad Tejan Kabbah und die Untaten von Regierungstruppen gegenüber Zivilisten.

## Präsidentschaftskandidatin und Ministerin
Bei den Präsidentschaftswahlen am 14. Mai 2002 war sie Kandidatin der Opposition gegen den amtierenden Präsidenten Kabbah und verließ damit erstmals ihre Rolle als Sozialaktivistin außerhalb der Bürgerkriegsparteien. Allerdings kam es zu einem überwältigen Wahlsieg von Kabbah, der 70,1 Prozent der Wählerstimmen erhielt, während sie selbst weniger als 1 Prozent bekam. Auch ihre Bewegung für Fortschritt (Movement for Progress) erreichte keinen der 112 Sitze im Parlament. Sie begründete das schlechte Abschneiden ihrer Partei mit Korruption im Wahlsystem. Nach den Wahlen von 2002 war sie Gründerin der National Accountability Group (NAG), die es sich zur Aufgabe machte, gegen Korruption in der Verwaltung zu kämpfen und Transparenz und verantwortliches Handeln in der Regierung zu fördern.
2006 verließ sie Sierra Leone, nachdem sie zur Direktorin des Büros für Bürgerrechte der United Nations Mission in Liberia (UNMIL) ernannt wurde. In dieser Position war sie verantwortlich für den Wiederaufbau von 16 Ministerien und 30 Regierungsbehörden in dem vom Bürgerkrieg zwischen 1989 und 2003 zerstörten Nachbarland.
Nach dem Wahlsieg von Ernest Koroma und dessen Vereidigung als Präsident am 17. September 2007 kehrte sie nach Sierra Leone zurück. Am 23. Oktober 2007 wurde sie von Präsident Koroma zur Ministerin für Auswärtige Angelegenheiten und Internationale Kooperation berufen und war damit nach Shirley Gbujama die zweite Frau, die dieses Amt innehatte. Sie gehörte damit dem 24-köpfigen Kabinett von Präsident Koroma an. Bei der Kabinettsumbildung 2010 wechselte sie von Außen- ins Gesundheitsministerium.

## Internationale Aufgaben

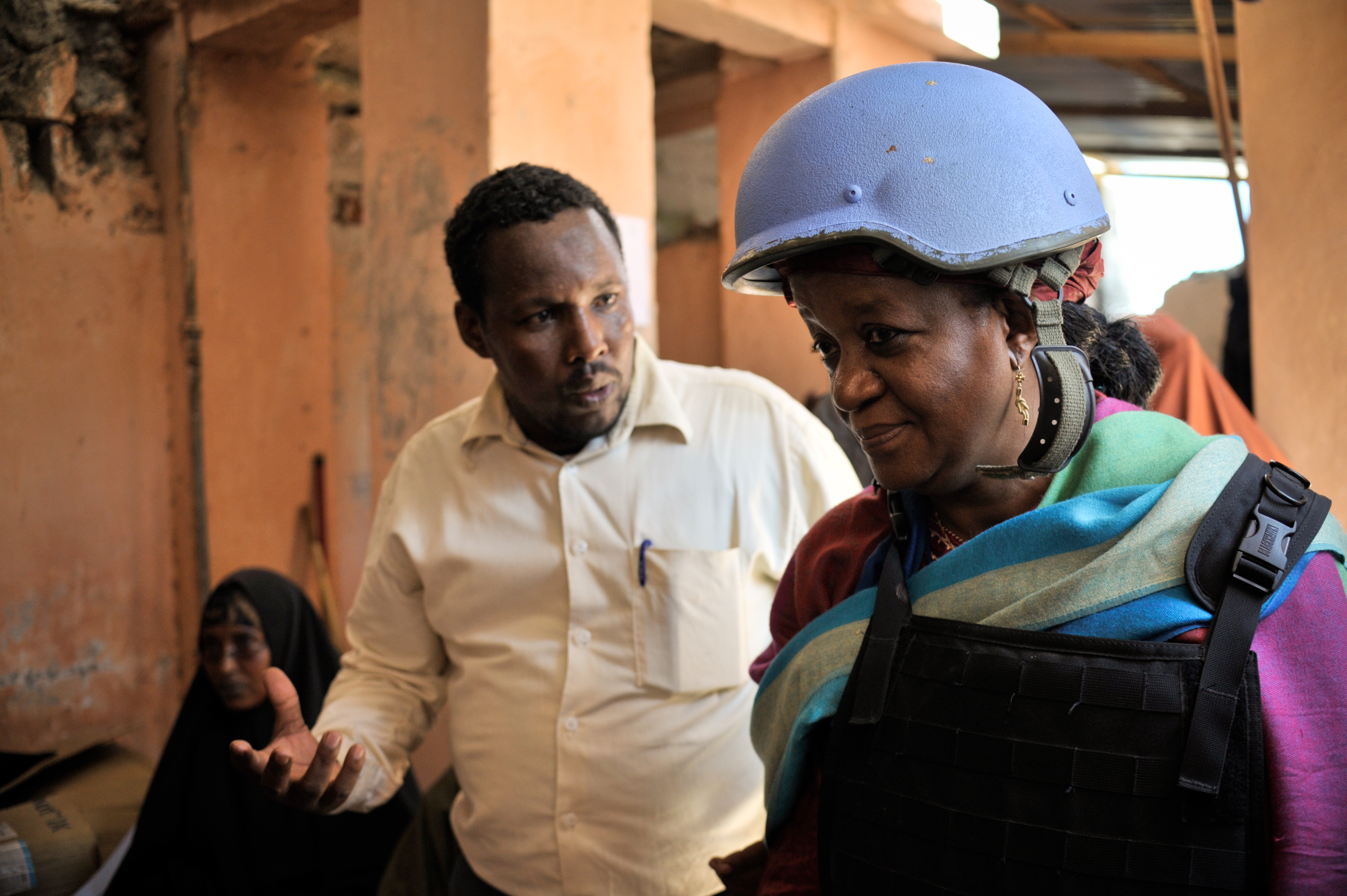
Bangura als UN-Sonderbeauftragte besucht ein Mutter-Kind-Gesundheits-zentrum in Somalia (2013)

Am 22. Juni 2012 wurde Bangura von UN-Generalsekretär Ban Ki-moon zum UN-Sonderbeauftragten für Sexual Violence in Conflict ernannt. In dieser Funktion wurde sie am 12. April 2017 durch Pramila Patten aus Mauritius abgelöst.
Von 2018 bis 2019 leitete Bangura gemeinsam mit Katherine Sierra eine unabhängige Kommission zu sexuellem Fehlverhalten, Verantwortlichkeiten und Kulturwandel bei Oxfam.
Im Dezember 2019 wurde sie von UN-Generalsekretär António Guterres zur Generaldirektorin des UN-Büros in Nairobi (UNON) ernannt. Zum 1. Januar 2020 löste sie ihre Vorgängerin Maimunah Mohd Sharif ab.

## Positionen
Zainab Hawa Bangura bekennt sich zu den Prinzipien der International Gender Champions, die die Geschlechtergleichstellung in staatlichen, internationalen und zivilgesellschaftlichen Organisationen zum Ziel hat.

## Auszeichnungen
Für ihren Einsatz für Demokratie und Menschenrechte in Afrika wurde sie mehrfach ausgezeichnet und erhielt unter anderem:
- „African International Award of Merit for Leadership“, Nigeria, 1999
- „Human Rights Award“, (Lawyers Committee for Human Rights), New York City, 2000
- „Bayard Rustin Humanitarian Award“, (Asa-Philip-Randolph-Institut), Washington, D.C., 2002
- „Democracy Award“ (National Endowment for Democracy), Washington, D.C., 2006[8]

## Reden
- „Building Democracy for Peace, Development, and Human Rights“, World Movement for Democracy, 3. Versammlung (Memento vom 5. März 2010 im Internet Archive)